# The Carter Sisters
The Carter Sisters è stato un quartetto musicale di genere country e folk, composto da Maybelle Carter e le sue tre figlie June Carter, Anita Carter e Helen Carter, e nato da un'idea di Maybelle stessa, dopo l'esperienza con la prima formazione della The Carter Family.

## Storia
Maybelle Carter formò il quartetto nel 1943, dopo lo scioglimento ufficiale (avvenuto due anni prima) della The Carter Family, uno dei gruppi più importanti e influenti della storia della musica country. Oltre a Maybelle, il gruppo si componeva delle sue tre figlie, le quali erano molto giovani: June aveva 14 anni, Helen, 16 e Anita, 10. Furono attivi dal 1943 fino ai primi anni '90.

## Formazione
- Maybelle: leader, voce, chitarra.
- Helen: voce, chitarra e fisarmonica.
- Anita: voce, chitarra e basso.
- June: voce, autoharp, chitarra, banjo, piano, danza e recitazione.

## Discografia

### Album
| Year | Album                              | US Country | Label                     |
| ---- | ---------------------------------- | ---------- | ------------------------- |
| 1963 | Country Favorites                  |            | Sunset Records            |
| 1964 | Keep on the Sunnyside              |            | Columbia Records          |
| 1965 | The Best of the Carter Family      |            | Columbia Records          |
| 1967 | Country Album                      |            | Columbia Records          |
| 1970 | I Walk The Line (reissues)         |            | Harmony Records           |
| 1972 | Travelin' Minstrel Band            | 44         | Columbia Records          |
| 1974 | Three Generations                  |            | Columbia Records          |
| 1976 | Country's First Family             | 49         | Columbia Records          |
| 1982 | Class Family of Country (reissues) |            | Columbia Special Products |

### Singoli
| Year | Single                                                                      | Chart Positions | Chart Positions | Album                   |
| Year | Single                                                                      | US Country      | CAN Country     | Album                   |
| ---- | --------------------------------------------------------------------------- | --------------- | --------------- | ----------------------- |
| 1949 | "Why Do You Weep, Dear Willow"                                              | —               | —               | singles only            |
| 1949 | "Walk Closer to Me"                                                         | —               | —               | singles only            |
| 1950 | "Little Orphan Girl"                                                        | —               | —               | singles only            |
| 1953 | "Wildwood Flower"                                                           | —               | —               | singles only            |
| 1954 | "Time's a Wastin'"                                                          | —               | —               | singles only            |
| 1954 | "You are My Flower"                                                         | —               | —               | singles only            |
| 1964 | "Fair and Tender Ladies"                                                    | —               | —               | singles only            |
| 1965 | "You Win Again"                                                             | —               | —               | singles only            |
| 1966 | "I Walk the Line"                                                           | —               | —               | Country Album           |
| 1967 | "Once Around the Briar Patch"                                               | -               | -               | Country Album           |
| 1969 | "If I Live Long Enough"                                                     | —               | —               | singles only            |
| 1971 | "A Song to Mama"                                                            | 37              | 42              | Travelin' Minstrel Band |
| 1972 | "Travelin' Minstrel Band"                                                   | 42              | —               | Travelin' Minstrel Band |
| 1972 | "The World Needs a Melody" (with Johnny Cash)                               | 35              | 55              | Travelin' Minstrel Band |
| 1973 | "Praise the Lord and Pass the Soup" (with Johnny Cash & The Oak Ridge Boys) | 57              | 65              | singles only            |
| 1973 | "Pick the Wildwood Flower" (with Johnny Cash)                               | 34              | —               | singles only            |